# Mark Jakowlewitsch Wygodski

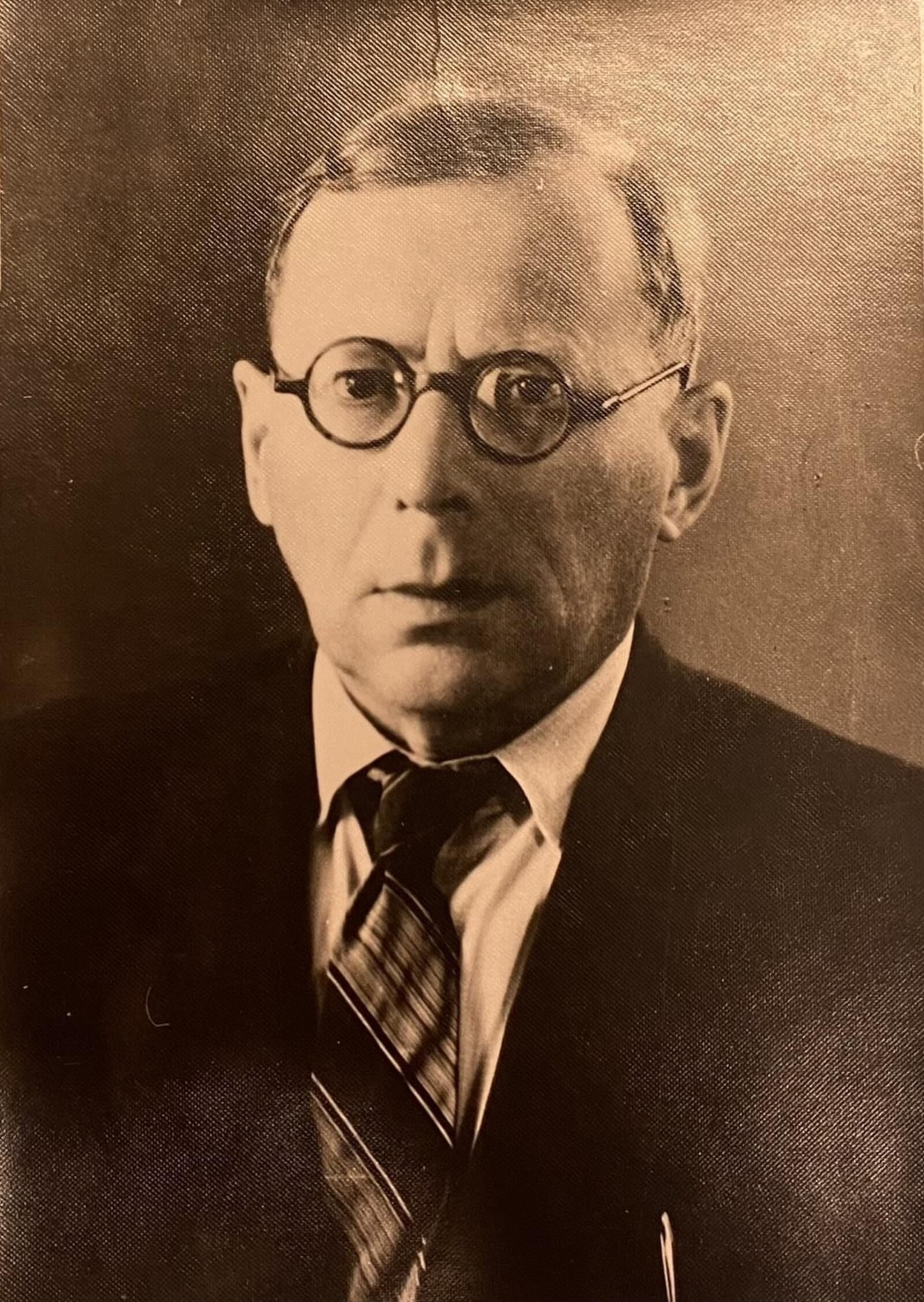
Portret

Mark Jakowlewitsch Wygodski, russisch Марк Яковлевич Выгодский  (* 2. Oktober 1898 in Minsk; † 26. September 1965 in Tula) war ein russischer Mathematikhistoriker.
Wygodskis Vater war Chemieingenieur und seine Mutter Musikprofessorin. Er absolvierte 1916 das Gymnasium in Baku und beteiligte sich auf Seiten der Bolschewiki am russischen Bürgerkrieg. Er studierte Mathematik in Warschau und nach der Evakuierung der Universität in Rostow am Don und an der Lomonossow-Universität (als Schüler von Otto Juljewitsch Schmidt).
Er spezialisierte sich auf Mathematikgeschichte und wurde 1931 Professor. Mit Sofja Alexandrowna Janowskaja begründete er eine marxistische Richtung der Mathematikgeschichte. Wygodski war damals eine der mächtigsten Personen in der sowjetischen Mathematik, Direktor des Instituts für Mathematik an der Lomonossow-Universität, Vizepräsident der Moskauer Mathematischen Gesellschaft und Leiter des Staatsverlags für theoretische technische Literatur. Er war führend an Kampagnen gegen aus seiner Sicht reaktionäre Professoren wie Dmitri Fjodorowitsch Jegorow beteiligt. 1933 gründete er mit Janowskaja ein mathematikhistorisches Seminar in Moskau, dem sich auch Adolf Pawlowitsch Juschkewitsch anschloss (alle drei gelten als Begründer der sowjetischen Mathematikhistorie).
Nach der Veröffentlichung einer Arbeit über Galileo Galilei, die der Vatikan lobte, fiel er vorübergehend in Ungnade und wurde 1935 aus der kommunistischen Partei ausgeschlossen. Er blieb aber an der Universität. 1938 habilitierte er sich („Die Mathematik der alten Babylonier“). Nach dem Zweiten Weltkrieg war er 1945 bis 1948 wieder an der Universität und ab 1950 zusätzlich in Tula am Polytechnikum und Pädagogischen Institut tätig.
Zuerst befasste er sich mit Mathematik in der Antike und später mit Babylonischer Mathematik, aber auch mit der Geschichte der Mathematik in Russland, mit der Geschichte von Analysis und Differentialgeometrie. Außerdem gab er Übersetzungen klassischer mathematischer Werke heraus (Euklid, Johannes Kepler, Gaspard Monge, Leonhard Euler u. a.).

## Schriften
- Платон как математик. In: Вестник Коммунистической академии. Nummer 16, 1926, S. 193–216, (Platon als Mathematiker.).
- Понятие числа в его развитии. In: Естествознание и марксизм. Nummer 2, 1929, S. 3–30, (Der Zahlbegriff in seiner Entwicklung.).
- Проблемы истории математики с точки зрения методологии марксизма. In: Естествознание и марксизм. Nummer 2/3, 1930, S. 32–48, (Probleme der Geschichte der Mathematik aus der Sicht der marxistischen Methodologie.).
- Арифметика и алгебра в древнем мире. Изд-во технико-теоретической литературы, Moskau u. a. 1941, (Arithmetik und Algebra in der Antike.).